# Androctonus mauritanicus
Androctonus mauritanicus je štír z čeledi Buthidae.

## Popis
Velikost dosahuje pouze 75-80 mm a je tak nejmenším druhem rodu. Androctonus mauritanicus má černé až temně hnědé zbarvení.

## Areál rozšíření
Výskyt je omezen na Maroko.